# Thomas II Preljubovič

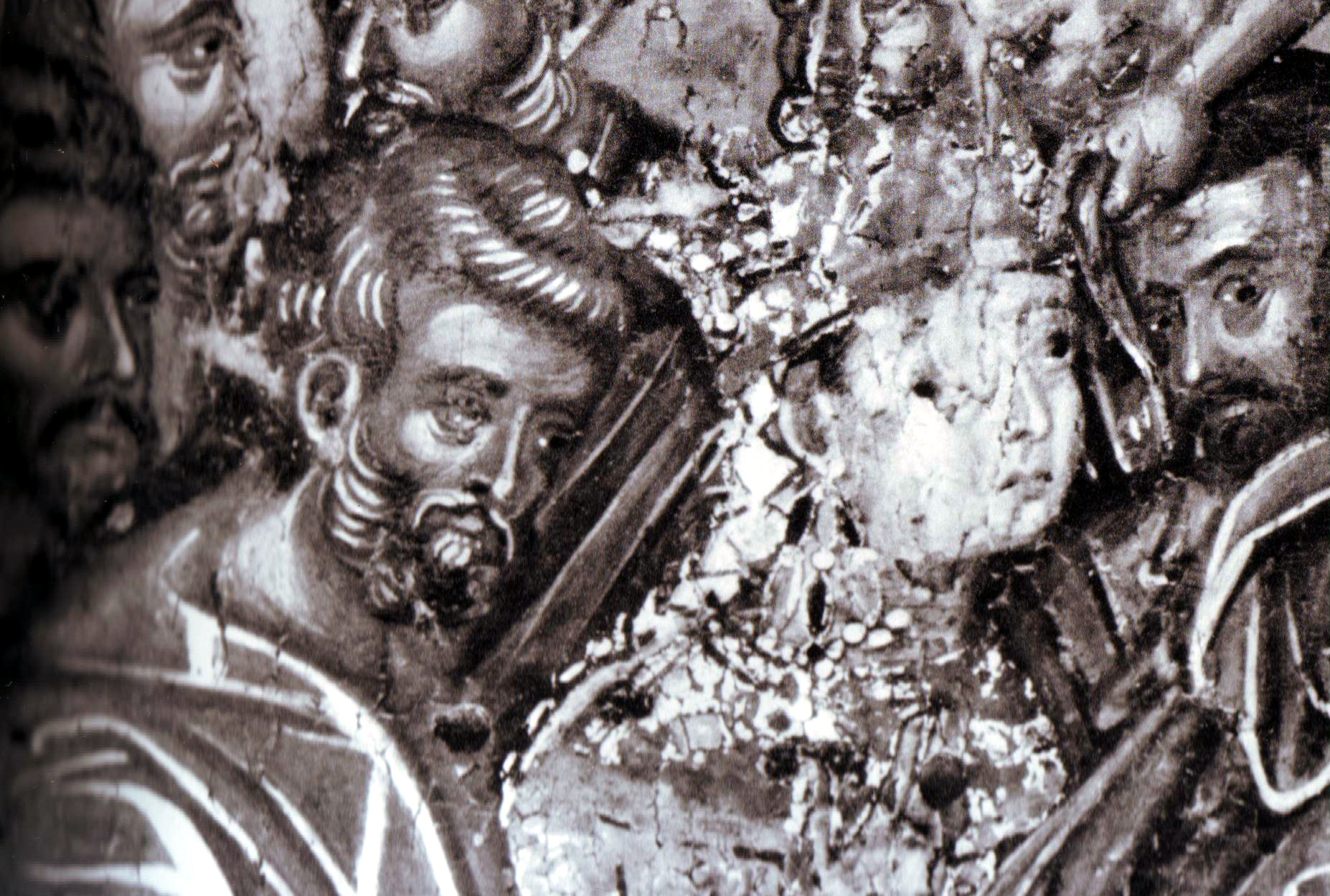
Thomas Preljubovič en zijn echtgenote Maria Palaiologina

Thomas II Preljubovič  (Servisch: Тома Прељубовић) of Komnenos Palaiologos (Grieks: Θωμάς Κομνηνός Παλαιολόγος / Thomás Komninós Palaiológos), was despoot van Epirus van 1366 tot zijn dood op 23 december 1384. Hij kreeg ook de bijnaam Albanezendoder (Grieks: Ἀλβανόκτονος).

## Leven
Thomas was de zoon van Gregorios Preljub, de Servische gouverneur van Thessalië die overleed eind 1355 of begin 1356. Naar verluidt was Thomas’ moeder Irene een dochter van de Servische koning Stefan Uroš IV Dušan.
Na de gewelddadige dood van zijn vader werden zijn aanspraken op Thessalië aanvankelijk verdedigd door zijn moeder Irene, maar beiden moesten onder druk van Nikephoros II Orsini in 1356 naar Servië vluchten. Hier hertrouwde Irene met Radoslav Hlapen, heer van Vodena, die Thomas meteen onder zijn hoede nam en diens belangen behartigde.
Terwijl Simeon Uroš, de nieuwe heerser over Thessalië, tijdelijk in Epirus verbleef, greep Hlapen de kans om Thessalië binnen te vallen om het gebied te veroveren voor zijn stiefzoon Thomas. Ook al was Simeon Uroš in staat de gevolgen van de inval te beperken, toch werd hij gedwongen Kastoria af te staan aan Thomas en hem de hand van zijn dochter Maria te schenken. Gedurende de daarop volgende jaren moest Simeon Uroš spoedig inzien dat hij zijn gezag niet kon handhaven en erkende hij erkende spoedig twee Albanese krijgsheren in Epirus als despoten van respectievelijk Arta en Angelokastron.

 In 1366 stuurden de burgers van Ioannina, het laatste belangrijke bolwerk in Epirus onder de controle van Simeon Uroš, deze laatste een petitie met het verzoek een militaire gouverneur aan te stellen om hen effectiever te beschermen tegen de strooptochten van de Albanese horden. Hierop reageerde Simeon door Ioannina af te staan aan zijn schoonzoon Thomas Preljubovič, die daar als zijn vazaldespoot zou regeren. Vandaar uit moest Thomas ook het gebied van Thesprotia controleren.
Thomas Preljubovič installeerde zich in Ioannina ergens tussen 1366 en 1367. Zijn regeerperiode wordt tot in de details weerspiegeld in de zogenaamde Kroniek van Ioannina, die hem overigens typeert als een wrede en wispelturige tiran. Hij legde beslag op verschillende bezittingen van de Kerk van Ioannina en wees ze toe aan zijn Servische slippendragers. In 1382 werd vanuit Constantinopel een nieuwe aartsbisschop naar Ioannina gestuurd, die Thomas moest bekleden met de titel van despoot uit naam van keizer Johannes V Palaiologos. Niettemin kreeg Thomas spoedig ruzie met de nieuwe aartsbisschop en verbande hem uit Ioannina.
Thomas wordt er in de Kroniek ook van beschuldigd dat hij de plaatselijke adel vervolgde en op die manier aanleiding gaf tot een reeks van opstanden tegen zijn gezag. Nog afgezien van het feit dat hij beslag legde op kerkelijke en private eigendommen, voerde hij nieuwe belastingen en monopolies in op allerlei handelswaren, waaronder vis en fruit. Om deze nieuwe belastingen af te dwingen moest hij een beroep doen op zijn strijdkrachten, die hij eveneens moest inzetten in bijna voortdurende conflicten met Albanese horden en met de (eveneens Albanese) despoten van Arta (Peter Ljoša) en Angelokastron (Gjin Bua Shpata). 
 Kort na zijn installatie in Ioannina werd Thomas belegerd door Peter Ljoša van Arta, maar dit conflict kon worden beëindigd doordat Thomas zijn dochter uithuwelijkte aan Peters zoon Johannes. Nadat echter de Ljošas hun vorstendom Arta waren kwijtgespeeld aan Gjin Bua Shpata van Angelokastron kwam het opnieuw tot een oorlog, die moest eindigen met een gepland huwelijk tussen Gjin en Thomas’ halfzuster Helena. De verbintenis hield echter geen stand, en in 1377 sloeg Thomas Preljubovič een Albanese aanval op Ioannina af. Een tweede aanval, die bijna slecht afliep, werd ternauwernood afgeslagen in 1379. Omdat hij zich voortdurend bedreigd wist, zocht Thomas uiteindelijk steun, eerst bij zijn "Frankische" en vervolgens ook bij zijn Ottomaanse buren. Deze laatsten reageerden prompt en zonden hulptroepen in 1381, waarvan Thomas handig gebruik wist te maken om tussen 1381 en 1384 verschillende bolwerken van zijn vijanden op onmeedogende wijze in te nemen. Deze militaire successen bezorgden hem zijn bijnaam Albanóktonos / Albanezendoder.
Ondanks zijn successen kwam hij geleidelijk op slechte voet te staan met zijn echtgenote Maria, die bijgevolg deelgenote werd aan een samenzwering tegen haar man. Op 23 december 1384 werd Thomas Preljubovič door zijn eigen lijfwachten vermoord. Een uitgelaten bevolking van Ioannina zwoer trouw aan Maria en nodigde haar broer Johannes (Jovan) Uroš Doukas Palaiologos uit om haar met zijn advies te komen bijstaan in haar bestuur.

## Kinderen
1. bij een overigens onbekende maîtresse had Thomas Preljubovič minstens één dochter, Irene, die trouwde met Johannes Ljoša van Arta; zij overleed in 1374/1375.
2. bij zijn echtgenote Maria Angelina Doukaina Palaiologina had hij wellicht een zoon Preljub (Prealoupes), die mogelijk op jonge leeftijd gestorven is.